# Веннемарс, Юп
Юп Веннемарс (нидерл. Joep Wennemars; род. 2 октября 2002, Далфсен, Оверэйссел) — нидерландский конькобежец, чемпион мира на дистанции 1000 метров (2025).

## Карьера
Юп Веннемарс выиграл чемпионат мира по конькобежному спорту среди юниоров 2022 года в Инсбруке, Австрия. Дебютировал в Кубке мира по конькобежному спорту в ноябре 2022 года на Sørmarka Arena в Ставангере, Норвегия, где занял седьмое место на дистанции 500 м в дивизионе B, что привело к переходу в дивизион A. На втором этапе Кубка мира, который прошел на катке Тиалф в Херенвене, он занял второе место в дивизионе A с личным рекордом 1.08,08, уступив лишь Нин Чжунъяню.
В конце октября 2022 года он не прошёл квалификацию на дистанции 500 метров на чемпионат мира, но поскольку Стефан Вестенбрук уронил гантель на левую ногу во время силовой тренировки и получил перелом большого пальца ноги, Веннемарса назначили ему на замену в Ставангере.
В 2024 году квалифицировался на чемпионат мира по спринту, но после падения занял в итоге лишь 26-е место.
15 марта 2025 года Веннемарс стал чемпионом мира среди взрослых на дистанции 1000 метров чемпионата мира. На соревнованиях в Хамаре он установил новый рекорд трассы — 1.08,05, опередив соотечественника Еннинга де Бо и действующего чемпиона мира американца Джордана Штольца.
Его отец — нидерландский конькобежец Эрбен Веннемарс.